# Tityus barquisimetanus
Espèce
Tityus barquisimetanus est une espèce de scorpions de la famille des Buthidae.

## Distribution
Cette espèce est endémique de l'État de Lara au Venezuela. Elle se rencontre vers Iribarren.

## Étymologie
Son nom d'espèce lui a été donné en référence au lieu de sa découverte, Barquisimeto.

## Publication originale
- González-Sponga, 1994 : « Aracnidos de Venezuela. Una nueva especie del genero Tityus y redescription de Tityus funestus Hirst, 1911 (Scorpionida, Buthidae). » Boletín de la Sociedad Venenzolana Ciencias Naturales, vol. 44, no 148, p. 361-385.